# Cuando lloran los valientes
Cuando lloran los valientes és una pel·lícula de 1947 dirigida per Ismael Rodríguez Ruelas protagonitzat per Pedro Infante i Blanca Estela Pavón.

## Trama
Agapito desitja casar-se amb Cristina però no és possible ja que Chabela l'acusa d'haver-la seduït per a poder casar-se amb ell. Agapito escapa a les muntanyes i es torna un rebel que afavoreix als més necessitats, ho atrapen i el General el condemna a mort sense saber que ell és el seu fill, quan Cristina arriba amb la prova de l'anterior s'interposa entre el General i Agapito per a salvar a aquest últim d'una bala que ella rep i li causa la mort, no sense abans haver-li confessat a Agapito qui és el seu pare.

## Repartiment
- Pedro Infante - Agapito Treviño
- Blanca Estela Pavón - Cristina
- Virginia Serret - Chabela
- Víctor Manuel Mendoza - Coronel José Luis Archete
- Ramón Vallarino - Edmundo
- Armando Soto La Marina - Cleofas
- Hugo Porras - Pinolillo
- Agustín Izunsa - Tío Laureano
- Mimí Derba - mamá de Cristina
- Antonio R. Frausto - papa de Chabela

## Premis i reconeixements
III edició dels Premis Ariel
| Categoria                   | Persona               | Resultat   |
| --------------------------- | --------------------- | ---------- |
| Millor Actor                | Pedro Infante         | Nominat    |
| Millor Actriu               | Blanca Estela Pavón   | Guanyadora |
| Millor Coactuació Masculina | Víctor Manuel Mendoza | Guanyador  |